# Danielle Hansen
Pour les articles homonymes, voir Hansen.
Danielle Hansen, née le 16 octobre 1993 à Modesto (Californie), est une rameuse handisport américaine concourant en quatre avec barreur. Elle possède deux médailles d'argent paralympiques (2016, 2021).

## Biographie
Hansen est née avec paralysie d'Erb (en) au niveau du bras gauche. Elle sort valedictorian du lycée en 2012 et commence ses études à l'université de Washington la même année.

## Palmarès

### Jeux paralympiques
- médaille d'argent en quatre avec barreur aux Jeux paralympiques d'été de 2016 à Rio de Janeiro
- médaille d'argent en quatre avec barreur aux Jeux paralympiques d'été de 2020 à Tokyo

### Championnats du monde
- médaille d'argent en quatre avec barreur aux Championnats du monde d'aviron 2014 à Amsterdam
- médaille d'argent en quatre avec barreur aux Championnats du monde d'aviron 2015 à Aiguebelette-le-Lac
- médaille d'argent en quatre avec barreur aux Championnats du monde d'aviron 2017 à Sarasota
- médaille d'argent en quatre avec barreur aux Championnats du monde d'aviron 2018 à Plovdiv
- médaille d'argent en quatre avec barreur aux Championnats du monde d'aviron 2019 à Ottensheim